# Campione d'Italia
Campione d'Italia is een gemeente in de Italiaanse provincie Como en tevens een exclave volledig omsloten door Zwitsers grondgebied (kanton Ticino), gelegen aan de oostelijke oever van het meer van Lugano. De naam betekent letterlijk "Kampioen van Italië".

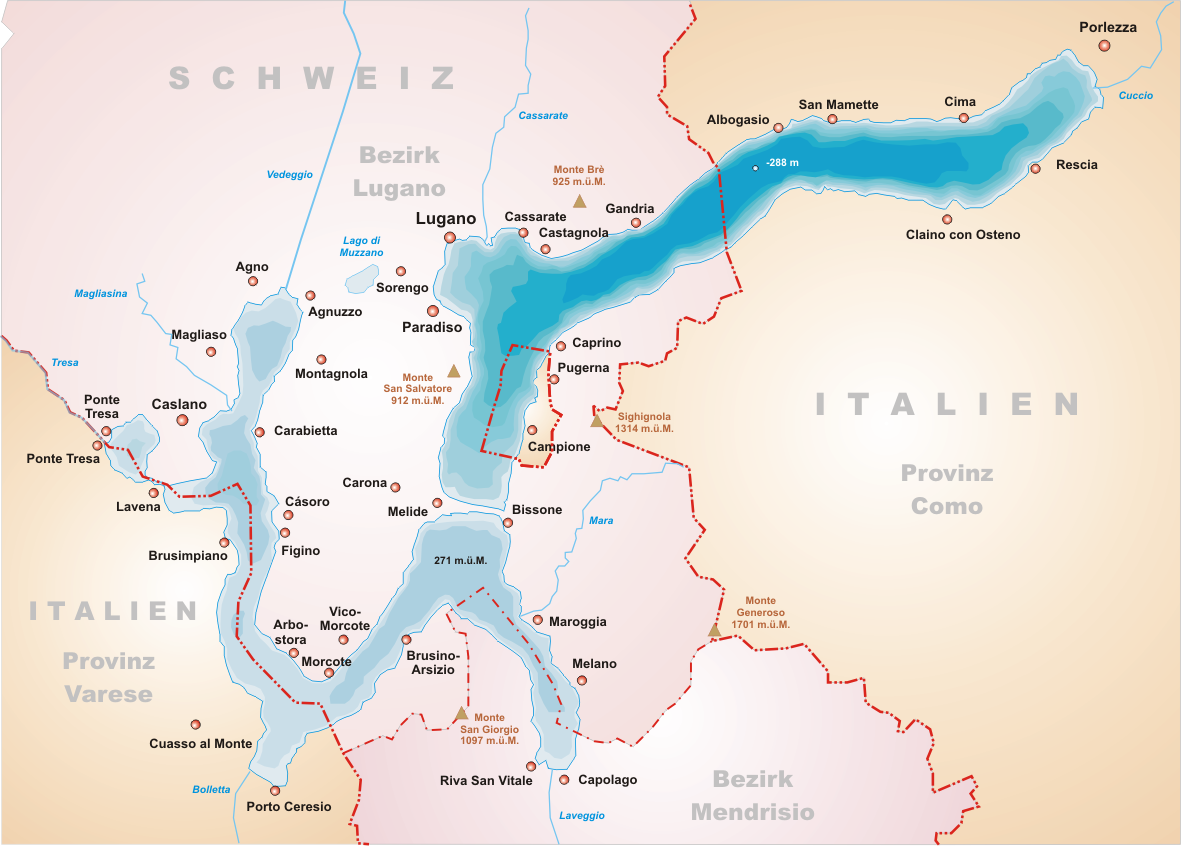
De enclave van Campione d'Italia in het midden van het kaartje

Hoewel het gebied bij Italië hoort, vormde het tot 31 december 2019 een tolunie met Zwitserland. Vanaf 1 januari 2020 hoort het echter in de tolunie van de EU. Wel wordt er gebruikgemaakt van de Zwitserse frank en de Zwitserse infrastructuur. Auto's uit Campione droegen een Zwitsers kenteken met daarop het wapen van Campione. Ook dit is per 1 januari 2020 gewijzigd. Omdat het gebied belastingtechnisch bij Italië hoort, gelden er speciale belastingvoordelen voor de bevolking. Campione is naast haar speciale status vooral bekend om zijn casino, dat het grootste was van Europa. In juli 2018 werd het casino failliet verklaard en gesloten. Als gevolg van het faillissement is de gemeente in zware financiële problemen gekomen, omdat de economie van het dorp grotendeels van het casino afhankelijk was. Er bestond vrees dat de bewoners zouden wegtrekken en het dorp een spookstad zou worden. Als onderdeel van het douaneverdrag van 2020 werden de openstaande schulden van het casino betaald door de Italiaanse staat aan Zwitserland. Hierdoor heropende het casino op 26 januari 2022.
De huidige situatie is ontstaan toen in 1798 het kanton Ticino zich aansloot bij Zwitserland. De inwoners van Campione kozen ervoor om deel te blijven uitmaken van Lombardije, dat in 1871 opging in Italië.